# Онуфрієнко Василь Йосипович
Василь Йосипович Онуфрієнко (англ. Wasyl Onufrienko, *6 травня 1920, с. Кишеньки, Кобеляцький район Полтавська область — †24 грудня 1992, Сідней, Австралія) — український поет, редактор, радіожурналіст, перекладач, учитель, член уряду Уряду Української Народної Республіки в екзилі, лауреат Української Могилянсько-Мазепинська Академія Наук.

## Біографія
Василь Онуфрієнко народився 6 травня 1920 в с. Кишенька на Полтавщині в селянській родині. В с. Кишеньці закінчив десятирічку. Вступив до Харківського Інституту Журналістики, але в 1938 не було набору на перший курс, і після іспитів довелося повертатися додому та ставати викладачем української та російської мов та літератури в середній школі у с. Озера, Кишенського району (1938–1940). Навчався заочно на мовно-літературному факультеті Кременчуцького Учительського Інституту, який закінчив у 1940.
Перед війною залишив працювати до редакції кишенської райнової газети «Соціялістичне село». Через поганий зір не був мобілізований до війська. Залишився під німецькою окупацію і в листопаді 1942 разом з дружиною був вивезений на роботу до Німеччини. Працював на заводі в місті Андернах на Рейні.
Під час перебування на примусових роботах у Німеччині влаштувався в Берліні на посаду коректора в журналі «Дозвілля», що виходив для робітників із Сходу (літературно-розваговий журнал-двотижневик). Тут також друкувалися його твори.
З 1945 жив у таборі переміщених осіб в Реґензбурзі; займався літературною діяльністю, дописував до газет і журналів.
1949 переїхав до Австралії і поселився в Сіднеї.

## Творчість
Перші поезії з'явилися друком 1938, у 1948 одержав другу нагороду на конкурсі спогадів товариства колишніх політичних в'язнів у Німеччині. 1952–1955 переклав українською мовою австралійських поетів Генрі Ловсона, Генрі Кендала, Ендрю Бенджо Патерсона та інші.
В кінці 70-х років написав комедію «Заморські гості», яка йшла двічі в Аделяїді (1965), а тричі в Сіднеї (1967–1968) на українських сценах.

## Видання
- «Сталін у пеклі», Гумористична поема (Новітня Енеїда) / Мельбурн: в-во Б. Ігнатова, 1956 — 64 с.
- «Симон Петлюра», Поема, 1961
- «Земля незабутня», Поезії / Сідней, Мельбурн: в-во «Просвіта», 1976 — 95 с.
- «Україна моя», Поезії / Сідней: в-во «Фундація Українознавчих Студій в Австралії», 1994 — 91 с. ISBN 0-908168-03-9
- «Полтава», Поезії 1943–1956 / Сідней: в-во «Фундація Українознавчих Студій в Австралії», 1995 – 247 с. ISBN 0-908168-09-X
- «Ватра», Поезії 1943–1956 / Сідней: в-во «Фундація Українознавчих Студій в Австралії», 1995 – 124 с. ISBN 0-908168-10-1
- «Поезії», вірші оригінальні і перекладені 1956–1992 / Сідней: в-во «Фундація Українознавчих Студій в Австралії», 1996 – 124 с. ISBN 0-908168-09-8